# Ре мінор
Ре мінор (D minor, d-Moll) — мінорна тональність, тонікою якої є звук ре. Гама ре мінор містить звуки:
 ре - мі - фа - соль - ля - сі♭ - до
D - E - F - G - A - B♭ - C.
Паралельна тональність — фа мажор, однойменний мажор — ре мажор. Ре мінор має один бемоль біля ключа (сі-).

## Найвідоміші твори, написані в цій тональності
- Й. С. Бах — прелюдія і фуга з 1-го та 2-го зошитів ДТК
- М. Березовський - концерт «Не отвержи мене во время старости»
- Л. Бетховен — Симфонія № 9
- С. В. Рахманінов — концерт для фортепіано з оркестром № 3
- С. С. Прокоф'єв — Симфонія № 2
- Д. Д. Шостакович — симфонії № 5, № 12